# Делавер (Охајо)
Делавер (енгл. Delaware) град је у америчкој савезној држави Охајо.

## Демографија
По попису из 2010. године број становника је 34.753, што је 9.51 (37,7%) становника више него 2000. године.
| Група             | 2000.          | 2010.          |
| Белци             | 23.269 (92,2%) | 30.966 (89,1%) |
| Афроамериканци    | 968 (3,8%)     | 1.573 (4,5%)   |
| Азијати           | 211 (0,8%)     | 472 (1,4%)     |
| Хиспаноамериканци | 312 (1,2%)     | 881 (2,5%)     |
| Укупно            | 25.243         | 34.753         |